# 2K8 Falanga
Die 2K8 Falanga (russisch 2К8 «Фаланга», NATO-Codename AT-2 Swatter) war eine sowjetische Panzerabwehrlenkwaffe der ersten Generation. Sie war die erste Panzerabwehrlenkwaffe der UdSSR, die von Hubschraubern aus eingesetzt werden konnte.

## Entwicklung
Die Falanga wurde vom Konstruktionsbüro Nudelmann (OKB-16) als Nachfolger der 2K15 Schmel (NATO-Codename AT-1 Snapper) entwickelt. Gegenüber dem Vorgängermodell sollte der neue Lenkflugkörper über eine größere Reichweite und eine höhere Fluggeschwindigkeit verfügen. Weiter sollte der Flugkörper sowohl ab Fahrzeugen wie auch ab Hubschraubern gestartet werden können. Der erste Entwurf entstand im Forschungsinstitut NII-642 und ab 1959 wurde die Weiterentwicklung dem OKB-16 übertragen. Die Entwicklung erfolgte zeitgleich mit der 9K11 Maljutka (NATO-Codename „AT-3 Sagger“). Die Truppenerprobung der fahrzeuggebundenen Ausführung erfolgte ab 1959 und im Jahr 1962 wurde diese Ausführung bei der Sowjetarmee eingeführt. Bei der hubschrauberbasierten Ausführung kam es zu Verzögerungen. Diese Ausführung wurde im September 1964 an einer Mi-4AW dem Regierungschef Nikita Chruschtschow präsentiert. Dieser forderte daraufhin sofort mit der Serienproduktion zu beginnen. Diese erfolgte im Degtjarjowwerk in Kowrow. Die hubschrauberbasierte Ausführung war im Jahr 1968 einsatzbereit.

## Technik
2K8 Falanga ist ein funkferngesteuertes Panzerabwehrlenkwaffen-System, welches auf Fahrzeugen und Hubschraubern installiert ist. Die fahrzeuggebundene Ausführung ist auf dem Fahrzeug BRDM-1 (GRAU-Index 2P32) und auf dem BRDM-2 (GRAU-Index 9P124 und 9P137) untergebracht. Die luftgestützte Ausführung kommt ab den Hubschraubern der Typen Mi-4 „Hound“, Mi-8 „Hip“ und Mi-24 „Hind“ zum Einsatz.

### Lenkflugkörper
Die Lenkflugkörper werden in versiegelten Behältern aus dem Herstellungswerk geliefert. Die Falanga ist ein kleiner, gedrungener Lenkflugkörper. Der Rumpf und die Flügel besteht zu großen Teilen aus Leichtmetall und GFK und ist in drei Sektionen aufgeteilt: Hinter der flachen Lenkwaffenspitze befindet sich der Hohlladungsgefechtskopf mit dem piezoelektrischen 3V8-Aufschlagzünder. Dahinter ist die Thermalbatterie, Gyroskop, die Steuereinheit und der Stromwender verbaut. Dahinter folgt das zweistufige 9D117-Feststoffraketentriebwerk. Die zwei Düsen dafür befinden seitlich am Rumpf. Im Heck befinden sich der 9B373-Signalempfänger, die pneumatischen Aktuatoren und die 9Ch46-Leucht-Fackel. Am hinteren Rumpfdrittel sind vier trapezförmige Stabilisierungsflächen montiert. An diesen sind vier Störklappen angebracht. Hinter der Lenkwaffenspitze sind vier kleine Canard’s montiert.

## Einsatz

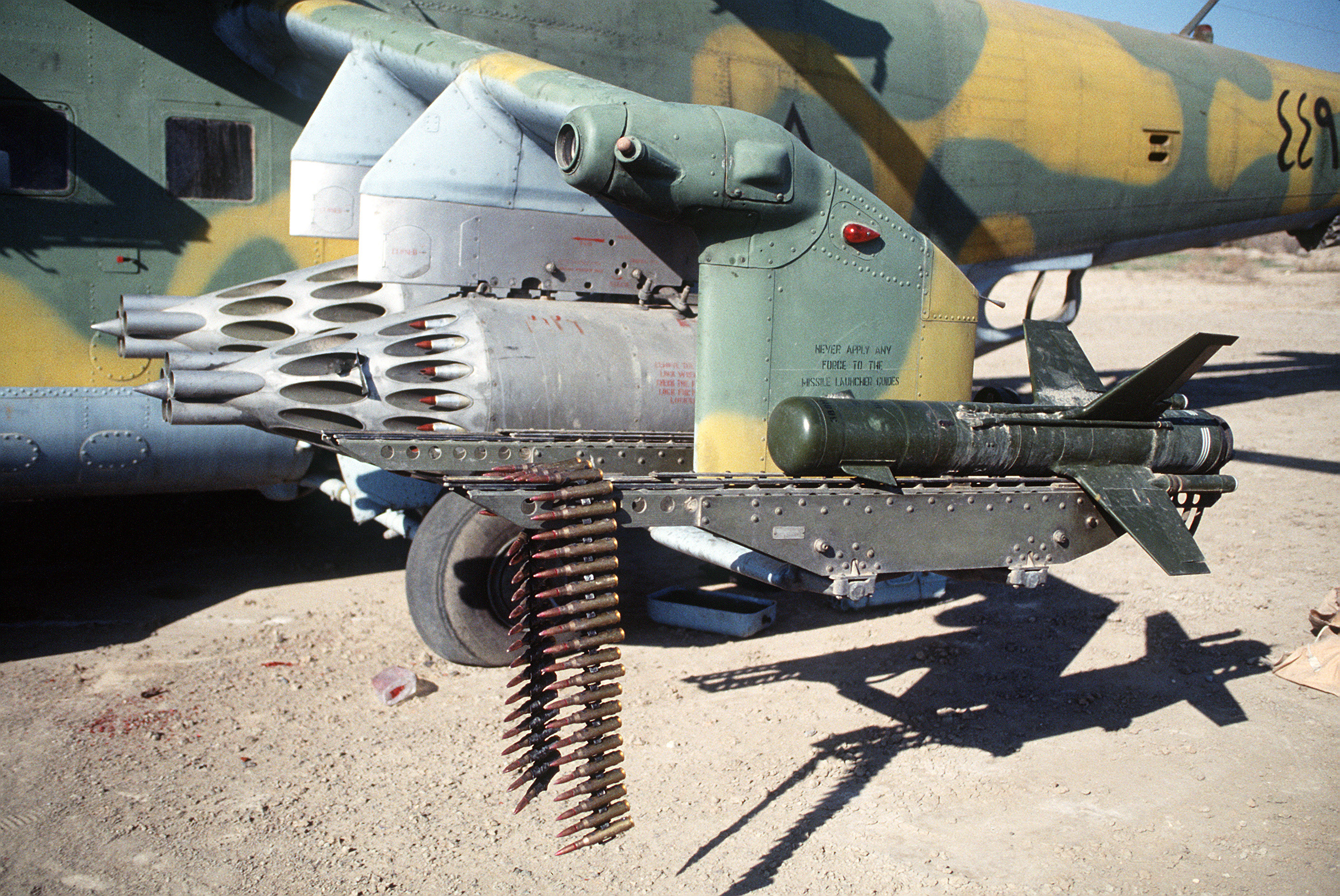
Falanga an einer Mi-24 „Hind-D“

Bei der fahrzeuggebundenen Ausführung befindet sich das Falanga-System in einem Waffenturm. An diesem ist eine flache Antenne sowie vier Startschienen für Falanga-Lenkflugkörper angebracht. Im Waffenturm ist für den Schützen eine Visier- und Steuereinheit angebracht. Diese besteht aus einer monokulare Tageslicht-Zieloptik, einem Joystick und ein Kommandogeber. In den Hubschraubern stehen für den Schützen ein kreiselstabilisiertes 9Sch121-Visier zur Verfügung. Im Bug vom Hubschrauber sind die Zieloptik und die drehbare Antenne für die Funkfernsteuerung montiert. Die Hubschrauber können an den Stummelflügeln mit maximal vier Startschienen für Falanga-Lenkflugkörper ausgerüstet werden.
Die Lenkung der Rakete erfolgt nach dem Prinzip des manuellen Zieldeckungsverfahrens mit Hilfe der Zieloptik und der Steuereinheit. Der Schütze erfasst das Ziel visuell mit der Zieloptik und verfolgt dieses. Dabei kann sich das Ziel mit bis zu 60 km/h fortbewegen. Ist das Ziel in Schussdistanz, startete der Schütze die Falanga-Lenkwaffe. Am Raketenheck wird nach dem Start die Leucht-Fackel gezündet. Diese dient dem Schützen zur besseren Erkennbarkeit der Raketenflugbahn. Um den Flug zu stabilisieren, wird die Lenkwaffe durch die Stabilisierungsflächen und den Antrieb in der Längsachse in Rotation versetzt. Dabei sorgt das Gyroskop für Stabilisierung der Flugbahn. Der Schütze erfasst die Lenkwaffe in der Zieloptik. Jetzt musst der Schütze die Lenkwaffe in eine Zielachse mit dem Panzer bringen und führt die Lenkwaffe mit dem Joystick an das Ziel heran. Dabei muss er sowohl die Lenkwaffe wie auch das Ziel mit der Zieloptik verfolgen. Sämtliche Bewegungen des Joysticks werden als Steuerbefehle über eine Funkbrücke an die Lenkwaffe gesendet. Die minimale Einsatzdistanz liegt ja nach Modell bei 200 bis 600 m. Die maximale Einsatzdistanz beträgt ja nach Modell 3 bis 4 km. Die durchschnittliche Fluggeschwindigkeit beträgt je nach Modell 150 bis 200 m/s und die maximale Fluggeschwindigkeit 230 m/s. Die Lenkwaffenflugzeit auf eine Distanz von 2,5 km beträgt knapp 17 Sekunden. Beim Aufschlag im Ziel wird der Hohlladungs-Gefechtskopf gezündet.
Das MCLOS (Manual Command to Line of Sight) genannte Steuerverfahren erfordert vom Schützen ein hohes Maß an Geschicklichkeit und Konzentration. Gemäß Hersteller sollte mit der Falanga eine Treffererwartung von rund 90 % erreicht werden. In der Praxis liegt diese aber unter 67 %. Mit dem später eingeführten SACLOS-Steuerverfahren konnte die Treffererwartung deutlich verbessert werden.

## Varianten / Raketen

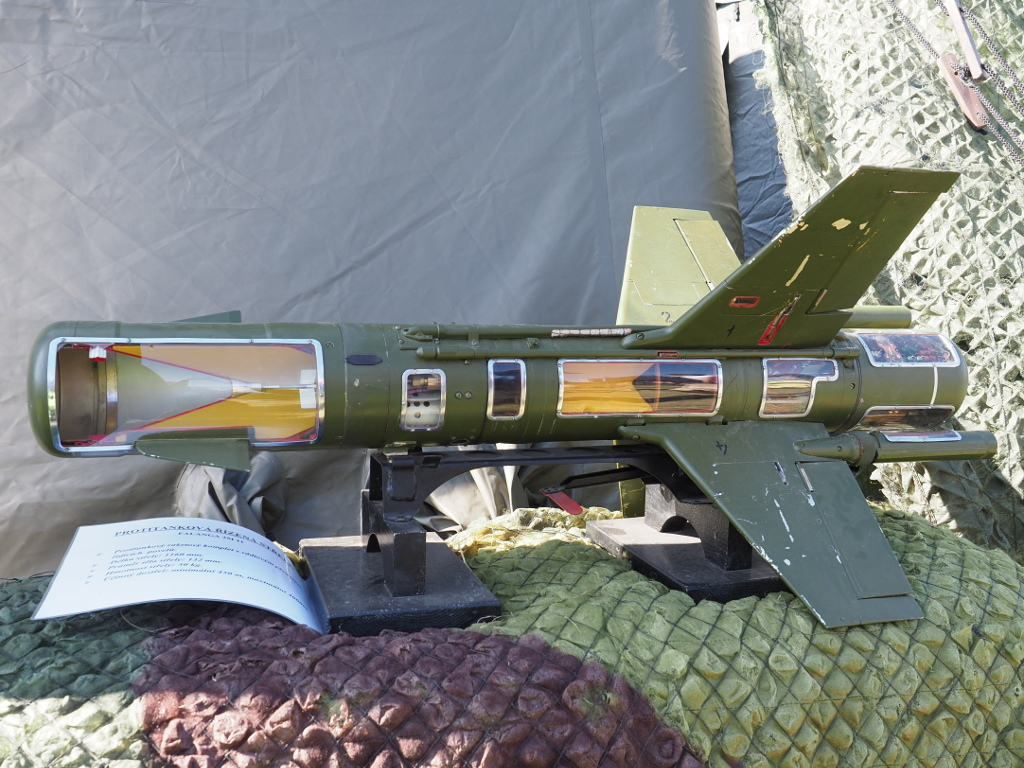
Schnittmodell einer Falanga-Rakete

### 2K8 Falanga (AT-2A Swatter)
Dies ist die erste Serienversion aus dem Jahr 1962. Sie verwendet den 3M11-Fleyta-Lenkflugkörper. Die Steuerung erfolgt nach dem MCLOS-Prinzip mit Funkkommandos. Der Lenkflugkörper wiegt 29 kg und die maximale Schussdistanz beträgt 3 km. Der Hohlladungs-Gefechtskopf vom Typ 3N18 wiegt 6 kg und kann 500 mm Panzerstahl durchschlagen.

### 2K8M Falanga-M (AT-2B Swatter)
Die zweite Serienversion wurde 1964 bei der Sowjetarmee eingeführt. Sie verwendet den 9M17-Skorpion-Lenkflugkörper. Dieser wiegt 31 kg und die maximale Schussdistanz beträgt 3,5 km. Der verbesserte 9N144-Hohlladungs-Gefechtskopf kann 560 mm Panzerstahl durchschlagen. Im Jahr 1967 wurde der verbesserte 9M17M-Lenkflugkörper eingeführt. Neben einer verbesserten Steuerung hat dieser Lenkflugkörper ein besseres Rollverhalten. Der 9M17M-Lenkflugkörper kommt primär mit dem System 9P153 Falanga-MW für die Hubschrauber Mi-8TW und Mi-24A zur Anwendung.

### 2K8P Falanga-P (AT-2C Swatter)
Die dritte Serienversion kam ab 1973 zum Einsatz. Bei dieser Ausführung wird das SACLOS-Steuerverfahren genutzt. Mit diesem Steuerverfahren muss der Schütze nur noch das Ziel mit einem Visier verfolgen. Die Lenkflugkörpersteuerung erfolgt automatisch und die Kurskorrekturen für den Lenkflugkörper werden mit einem Feuerleitrechner errechnet. Dieses Steuerverfahren ist wesentlich zuverlässiger und die Treffererwartung konnte deutlich erhöht werden. 2K8P kommt primär mit dem System 9P145P Falanga-PW für den Hubschrauber Mi-24D zur Anwendung. Die Falanga-P verwendet den 9M17P-Lenkflugkörper. Dieser wiegt 31,5 kg und die maximale Schussdistanz beträgt 4 km.

### 2K8PW Falanga-PW (AT-2C Swatter)
Dieser Version wird seit Mitte der 1990er-Jahre für die Exportkunden angeboten. Neben modernisierter Elektronik kommen die Lenkflugkörper vom Typ 9M17P1, 9M17P2 oder 9M17PM2 zur Anwendung. Diese wiegen je nach Modell 31–32 kg und haben eine maximale Schussdistanz von 4 km. Für die Lenkflugkörper stehen u. a. der 9N114M2-Mehrzweckgefechtskopf zur Verfügung. Dieser besteht aus einer Hohlladung und einer Splitter/Sprengladung. Der Gefechtskopf wiegt 7 kg und kann 500–650 mm Panzerstahl durchschlagen. Ein weiterer Hohlladungs-Gefechtskopf kann bis zu 800 mm Panzerstahl durchschlagen.

## Verbreitung
Die Produktion für die Sowjetarmee endete im Jahr 1979. Ab dann wurde dort die Falanga durch die 9K114 Schturm ersetzt. Die letzten 2K8 wurden Mitte der 1990er-Jahre ausgesondert. Für den Export lief die Produktion bis 1997 und es wurden über 24.000 Lenkflugkörper für Exportkunden produziert. Es befindet sich nur noch die luftgestützte Ausführung für den Hubschrauber Mi-24/25 „Hind“ im Einsatz.
- Afghanistan
- Algerien
- Angola
- Ägypten
- Äthiopien
- Belarus
- Bulgarien
- Volksrepublik China
- Deutsche Demokratische Republik
- Indien
- Irak
- Jemen
- Kambodscha
- Kuba
- Lettland
- Libyen
- Mongolei
- Mosambik
- Nicaragua
- Nordkorea
- Polen
- Rumänien
- Russland
- Sambia
- Serbien
- Slowakei
- Sudan
- Syrien
- Ukraine
- Ungarn
- Vietnam